# Betzenstein
Betzenstein è un comune tedesco di 2 533 abitanti, situato nel land della Baviera.